# La fuerza del amor (telenovela)
La fuerza del amor es una telenovela mexicana dirigida por José Acosta Navas y producida por Gonzalo Martínez Ortega para la cadena de televisión Televisa. Fue transmitida por El Canal de las Estrellas entre el 4 de junio de 1990 y el 4 de enero de 1991.
Fue protagonizada por Alfredo Adame y Gabriela Hassel, con las participaciones antagónicas de Ernesto Gómez Cruz, Eduardo Palomo, Ari Telch, Claudia Ortega y Karen Sentíes.
El libreto de esta telenovela surgió del concurso que Televisa hiciera en la década de los 80's con el fin de encontrar a nuevos guionistas de telenovelas.

## Argumento
Felipe, Marcos y Carlos son tres jóvenes y entusiastas estudiantes de Medicina que llegan a un pueblo perdido en Pachuca para realizar allí su período de prácticas. Pero al llegar, se encuentran con un rechazo tajante por parte del pueblo, ya que todos confían ciegamente en don Torino, el curandero del lugar, quien en realidad se ha aprovechado de la confianza de la gente para manipularlos a su antojo. 
A pesar del frío recibimiento, los jóvenes no se acobardan y se instalan en el pueblo, dispuestos a ganarse la confianza de la gente. Los jóvenes trazan un plan: Carlos se hace pasar por inválido para acudir primero a la consulta de don Torino, quien por razones obvias no podrá curarlo; después acudirá a sus compañeros, que fingirán curarlo y así podrán ganarse el aprecio y respeto de la gente. 
El plan tiene un gran éxito: la gente comienza a acudir a la consulta de "los médicos brujos", como llaman a los tres jóvenes, y dan de lado a don Torino. Este, humillado y furioso por haber perdido la confianza del pueblo, intentará expulsar por todos los medios posibles a sus rivales. Sobre todo cuando descubra que Fabiola, una bella muchacha con la cual está obsesionado, se ha enamorado de Felipe.

## Elenco
- Alfredo Adame - Felipe Calderón Rubio
- Gabriela Hassel - Fabiola Valdés Torres
- Ernesto Gómez Cruz - Don Torino
- Eduardo Palomo - Gilberto
- Claudia Ortega - Cristina
- Karen Sentíes - María Inés Ugalde
- Ari Telch - Marcos
- Odiseo Bichir - Carlos
- Juan Ignacio Aranda - Rodolfo
- Dolores Beristáin - Evelyn
- Óscar Bonfiglio - Héctor
- Josefina Echánove - Ana Bertha
- Katia del Río - Sheila
- Rocío Sobrado - Luz María
- Cecilia Tijerina - Haydeé
- Arturo García Tenorio - Ramón
- Maripaz García - Maritza
- Guillermo Gil - Don Gregorio
- Miguel Gómez Checa - Vicente
- Aarón Hernán - Rómulo
- Jaime Lozano - Dionisio
- Jorge Russek - Gustavo
- Luisa Huertas - Mercedes
- Edith Kleiman - Delfina
- Salvador Sánchez - Padre Victoria
- Rafael Montalvo - Tomás
- Óscar Morelli - Damián
- Martha Navarro - Gertrudis
- Evangelina Martínez - Juana
- Toño Infante
- Óscar Castañeda
- Uriel Chávez
- Karina Duprez
- Brenda Oliver
- Evelyn Solares
- Mercedes Pascual - Dolores
- Rodrigo Puebla - Tacho
- Bruno Rey - Sabas
- Rubén Rojo - Mark
- Lizzeta Romo - Ángela
- Teresa Rábago - Josefina
- Alfredo Sevilla - Don Heliodoro
- Lilia Sixtos - Rosa
- Silvia Suárez - Luisa
- Evangelina Sosa - Chencha
- Blanca Sánchez - Irene
- Jorge Urzúa - Silvestre
- Blanca Torres - Herlinda
- Miguel Suárez - Anselmo
- Michelle Tessan - Maynes
- Enrique Hidalgo - Dr. Ortega

## Equipo de producción
- Escrita por: Rafael Olivera
- Música original: Leonardo Velázquez
- Escenografía: Mirsa Paz
- Dirigida por: José Acosta Nava
- Producida por: Gonzalo Martínez Ortega

## Premios y nominaciones

### Premios TVyNovelas 1991
| Categoría               | Nominado           | Resultado |
| ----------------------- | ------------------ | --------- |
| Mejor actor protagónico | Alfredo Adame      | Nominado  |
| Mejor villano           | Ernesto Gómez Cruz | Nominado  |

- Datos: Q9019286